# Яніс Вагріс
Яніс Вагріс (17 жовтня 1930 , Naudīte Parishd, Латвійська Республіка  — 6 січня 2023 , Рига ) — латвійський радянський діяч, 1-й секретар ЦК КП Латвії, голова Президії Верховної Ради Латвійської РСР. Член Центральної Ревізійної Комісії КПРС у березні 1986 — липні 1990 р. Член ЦК КП Латвії, кандидат і член Бюро ЦК КП Латвії. Депутат Верховної Ради Латвійської РСР 7-9-го і 11-го скликань. Депутат Верховної Ради СРСР 10-11-го скликань. Заступник голови Президії Верховної Ради СРСР (у 1985—1988 роках). Народний депутат СРСР (у 1989—1991 роках).

## Життєпис
Народився в Наудітській волості Латвійської Республіки.
У 1955 році закінчив механічний факультет Латвійського державного університету.
У 1955—1958 роках — старший інженер-технолог, начальник бюро інструментів і застосувань Єлгавського машинобудівного заводу Латвійської РСР.
Член КПРС з 1958 року.
У 1958—1961 роках — заступник голови виконавчого комітету Єлгавської міської ради депутатів трудящих. У 1961—1962 роках — інженер-конструктор Єлгавського машинобудівного заводу.
У 1962—1964 роках — 2-й секретар Єлгавського міського комітету КП Латвії.
У 1964—1966 роках — слухач Вищої партійної школи при ЦК КПРС.
У 1966—1967 роках — 2-й секретар Лієпайського міського комітету КП Латвії. У 1967—1973 роках — 1-й секретар Лієпайського міського комітету КП Латвії.
У 1973—1978 роках — завідувач відділу адміністративних органів ЦК КП Латвії; завідувач промислово-транспортного відділу ЦК КП Латвії.
У 1978—1985 роках — 1-й секретар Ризького міського комітету КП Латвії.
22 червня 1985 — 6 жовтня 1988 р. — голова Президії Верховної Ради Латвійської РСР.
4 жовтня 1988 — 7 квітня 1990 р. — 1-й секретар ЦК КП Латвії.
З 1990 р. — на пенсії. Член Латвійської демократичної робітничої партії з 1990 року.

## Нагороди
- два ордени Трудового Червоного Прапора
- орден Жовтневої Революції
- латвійський орден «Трьох зірок» (2010)
- ордени
- медалі
- заслужений робітник промисловості Латвійської РСР